# Maltese Super League (volleyboll, damer)
Maltese Super League är den högsta serien i volleyboll för damer på Malta och utser de maltesiska mästarna i volleyboll. Serien organiseras av Malta Volleyball Association sedan 1996. Serien består av fem lag som spelar seriespel följt av slutspel.

## Resultat per år[2]
| Säsong                  | Podium                | Podium                | Podium                |
| Mästare                 | Tvåa                  | Trea                  |                       |
| ----------------------- | --------------------- | --------------------- | --------------------- |
| 1995/96 mer information |                       |                       |                       |
| 1996/97 mer information |                       |                       | PlayVolley            |
| 1997/98 mer information |                       |                       |                       |
| 1998/99 mer information |                       |                       | PlayVolley            |
| 1999/00 mer information |                       |                       |                       |
| 2000/01 mer information |                       |                       | PlayVolley            |
| 2001/02 mer information |                       |                       | PlayVolley            |
| 2002/03 mer information |                       |                       | PlayVolley            |
| 2003/04 mer information | Paola Volley          |                       | PlayVolley            |
| 2004/05 mer information | Paola Volley          |                       | PlayVolley            |
| 2005/06 mer information | Paola Volley          |                       | PlayVolley            |
| 2006/07 mer information | Paola Volley          | PlayVolley            | X-Sel                 |
| 2007/08 mer information | Paola Volley          | X-Sel                 | PlayVolley            |
| 2008/09 mer information | Paola Volley          | Fleur-de-Lys          | Balzan Flyers         |
| 2009/10 mer information | Paola Volley          | Balzan Flyers         | Fleur-de-Lys          |
| 2010/11 mer information | Paola Volley          | Balzan Flyers         | PlayVolley            |
| 2011/12 mer information | Paola Volley          | Fleur-de-Lys          | Balzan Flyers         |
| 2012/13 mer information | Paola Volley          | Balzan Flyers         | Fleur-de-Lys          |
| 2013/14 mer information | Fleur-de-Lys          | PlayVolley            | Balzan Flyers         |
| 2014/15 mer information | Fleur-de-Lys          | Balzan Flyers         | Paola Volley          |
| 2015/16 mer information | Balzan Flyers         | Paola Volley          | Fleur-de-Lys          |
| 2016/17 mer information | Balzan Flyers         | Fleur-de-Lys          | Paola Volley          |
| 2017/18 mer information | Fleur-de-Lys          | Balzan Flyers         | Paola Volley          |
| 2018/19 mer information | Fleur-de-Lys          | Balzan Flyers         | Pembroke VC           |
| 2019/20 mer information | Tävlingen ej avslutad | Tävlingen ej avslutad | Tävlingen ej avslutad |
| 2020/21 mer information | Phoenix SC            |                       |                       |
| 2021/22 mer information | Falcons VC            | Phoenix SC            | Balzan Flyers         |
| 2022/23 mer information | Phoenix SC            | Falcons VC            | Balzan Flyers         |